# Evgen Jarc
Evgen Jarc (7. prosince 1878 Novo mesto – 5. června 1936 Lublaň) byl rakouský politik slovinské národnosti, na počátku 20. století poslanec Říšské rady.

## Biografie
V letech 1889–1897 vystudoval gymnázium v Novem mestu, pak studoval v období let 1897–1901 klasickou filologii, slavistiku a filozofii na univerzitě ve Štýrském Hradci. Působil jako gymnáziální učitel v Kranji, od roku 1908 v Lublani. Už jako student byl členem slovinského katolického spolku a od roku 1901 byl členem spolku Zarja. Veřejně a politicky se angažoval. Byl členem četných slovinských, katolicky a národně orientovaných spolků. By též členem vedení Slovinské lidové strany. V letech 1908–1918 působil jako poslanec Kraňského zemského sněmu za obvod Kranj, Škofja Loka a do roku 1910 i členem zemského výboru. Podporoval zřízení slovinské univerzity.
Na počátku 20. zapojil i do celostátní politiky. V doplňovacích volbách roku 1910 získal mandát v Říšské radě (celostátní zákonodárný sbor) za obvod Kraňsko 11. Nastoupil 24. listopadu 1910 místo Frana Šukljeho, zvolen byl 18. října 1910. Profesně se k roku 1910 uvádí jako gymnaziální profesor a člen zemského výboru. Byl členem poslanecké frakce Slovinský klub. Opětovně byl za tento obvod zvolen i ve volbách do Říšské rady roku 1911 a zasedl do frakce Chorvatsko-slovinský klub. V parlamentu setrval do zániku monarchie.
Za světové války patřil mezi přední slovinské politiky a podílel se na vydání májové deklarace, kterou se jihoslovanští politici vyslovili pro oddělení etnicky slovinských, chorvatských a srbských oblastí monarchie do samostatného státního útvaru v rámci federalizovaného habsburského soustátí. Po válce se angažoval v regionální politice v Lublani. Roku 1927 byl zvolen do oblastní skupštiny v Lublani za obvod Črnomelj, Ribnica a byl regionálním radním pro finanční záležitosti.